# Valle de San José (ort)
Valle de San José är en ort i Colombia.   Den ligger i departementet Santander, i den centrala delen av landet, 230 km nordost om huvudstaden Bogotá. Valle de San José ligger 1 243 meter över havet och antalet invånare är 2 522.
Terrängen runt Valle de San José är huvudsakligen kuperad. Valle de San José ligger nere i en dal. Runt Valle de San José är det ganska glesbefolkat, med 30 invånare per kvadratkilometer. Närmaste större samhälle är San Gil, 12,5 km norr om Valle de San José. I omgivningarna runt Valle de San José växer i huvudsak städsegrön lövskog.